# Carebaco-Meisterschaft 1993
Die Carebaco-Meisterschaft 1993 im Badminton fand im August 1993 auf Barbados in Bridgetown statt.

## Sieger und Platzierte
| Disziplin    | Gold                          | Silber                          | Bronze                                 |
| ------------ | ----------------------------- | ------------------------------- | -------------------------------------- |
| Herreneinzel | Kenneth Erichsen              | Paul Leyow                      | Argyle Maynard                         |
| Herreneinzel | Kenneth Erichsen              | Paul Leyow                      | Renato Rosales                         |
| Dameneinzel  | Debra O’Connor                | Terry Leyow                     | Mercedes Pierola                       |
| Dameneinzel  | Debra O’Connor                | Terry Leyow                     | Sabrina Cassie                         |
| Herrendoppel | George Hugh Paul Leyow        | Steven Mayne Roy Paul jr.       | Ronald Clarke David Lee Kim            |
| Herrendoppel | George Hugh Paul Leyow        | Steven Mayne Roy Paul jr.       | Kenneth Erichsen Renato Rosales        |
| Damendoppel  | Sabrina Cassie Debra O’Connor | Christine Leyow Terry Leyow     | Mercedes Pierola Monica Rossil         |
| Damendoppel  | Sabrina Cassie Debra O’Connor | Christine Leyow Terry Leyow     | Sharon Lachmansingh Sandra Thomas-Ward |
| Mixed        | Paul Leyow Terry Leyow        | Renato Rosales Mercedes Pierola | George Hugh Sasha Henry                |
| Mixed        | Paul Leyow Terry Leyow        | Renato Rosales Mercedes Pierola | Ronald Clarke Debra O’Connor           |
| Teams        | Jamaika                       | Trinidad und Tobago             | Barbados                               |